# El jove Karl Marx

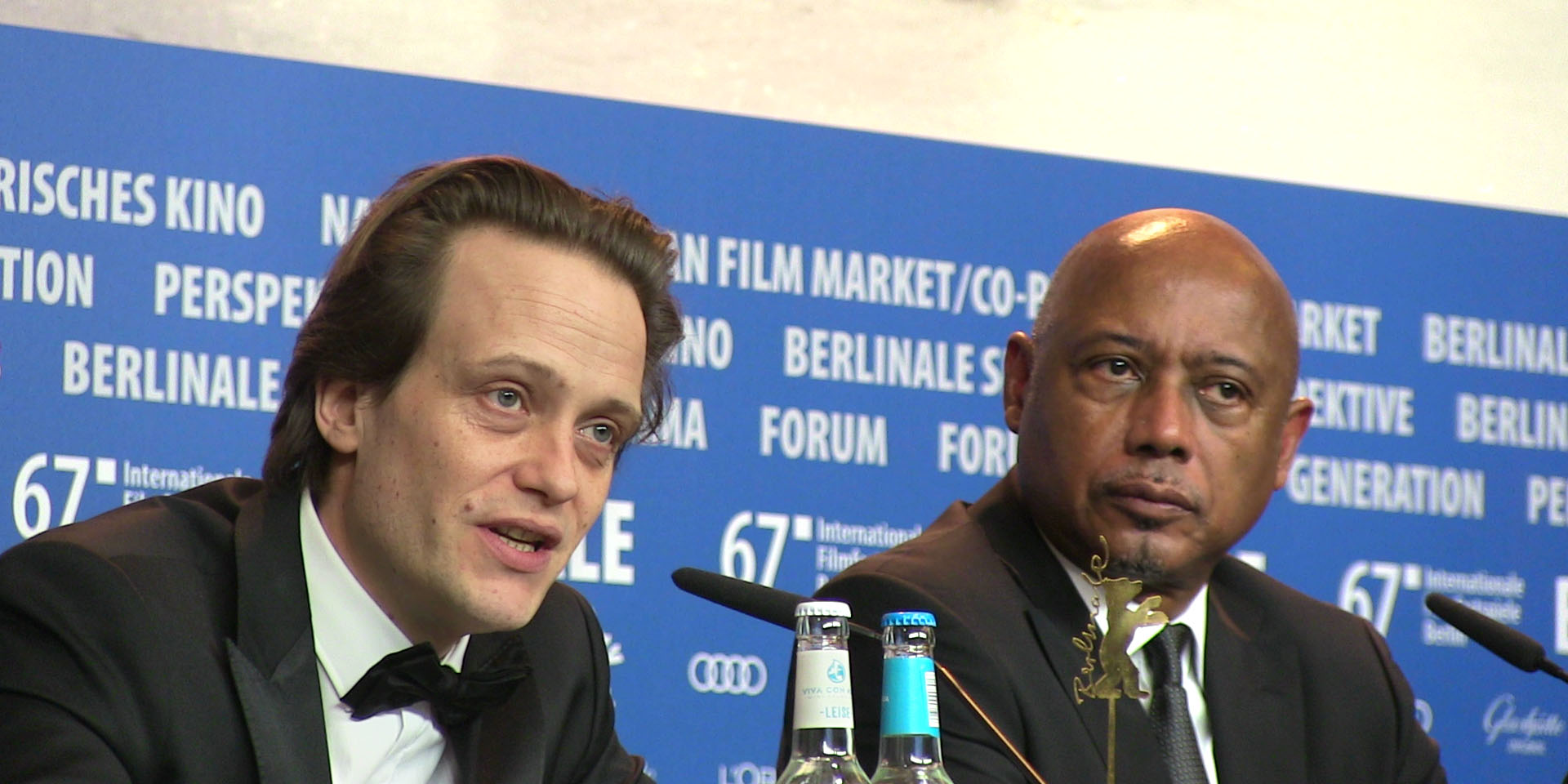
August Diehl i Raoul Peck al 67è Festival Internacional de Cinema de Berlín

El jove Karl Marx (títol original en francès: Le Jeune Karl Marx) és una pel·lícula de drama biogràfic del 2017 sobre la vida de Karl Marx, dirigida pel cineasta i activista polític haitià Raoul Peck, coproduida juntament amb Pascal Bonitzer, i protagonitzada per August Diehl. Es va estrenar mundialment el 12 de febrer de 2017 al 67è Festival Internacional de Cinema de Berlín. La pel·lícula no s'ha doblat al català però sí s'ha subtitulat.

## Argument
Un Karl Marx amb vint-i-sis anys lluita per consolidar-se com un escriptor de rellevància social i política. Coneix a un jove Friedrich Engels, fill d'un propietari de fàbriques. La concepció d'Engels és que els treballadors de les fàbriques, inclosos els infants, són maltractats i mal pagats. Els dos homes comencen a treballar plegats per crear un nou moviment polític per reformar i unir els treballadors empobrits. Finalment, durant una reunió de la Lliga dels Justos, els dos joves forcen que es reconverteixi en la Lliga dels Comunistes. La pel·lícula acaba amb Marx i Engels escrivint i publicant els seus objectius en el Manifest Comunista.

## Repartiment
El repartiment d'intèrprets de la pel·lícula va ser el següent:
| Intèrpret           | Personatge               |
| ------------------- | ------------------------ |
| August Diehl        | Karl Marx                |
| Stefan Konarske     | Friedrich Engels         |
| Vicky Krieps        | Jenny von Westphalen     |
| Olivier Gourmet     | Pierre-Joseph Proudhon   |
| Hannah Steele       | Mary Burns               |
| Alexander Scheer    | Wilhelm Weitling         |
| Hans-Uwe Bauer      | Arnold Ruge              |
| Michael Brandner    | Joseph Moll              |
| Ivan Franěk         | Mikhaïl Bakunin          |
| Peter Benedict      | pare de Friedrich Engels |
| Niels-Bruno Schmidt | Karl Grün                |
| Marie Meinzenbach   | Lenchen                  |
| Éric Godon          | capatàs                  |
| Stephen Hogan       | Thomas Naylor            |
| Rolf Kanies         | Moses Hess               |
| Ulrich Brandhoff    | Hermann Kriege           |
| Aran Bertetto       | Paddy                    |

## Recepció

### Crítica
A Rotten Tomatoes, la pel·lícula té una qualificació d'aprovació del 60%, basada en 47 ressenyes, i una nota mitjana de 6/10. El consens crític del lloc web diu: «El jove Karl Marx fa un valent intent de fer cinematogràfic el filosòf, però no té prou profunditat per abordar els seus temes complexos». A Metacritic, la pel·lícula té una puntuació mitjana ponderada de 63 sobre 100, basada en 13 crítiques, que indica «crítiques generalment favorables».
A The Guardian, el crític Peter Bradshaw va donar a la pel·lícula quatre de cinc estrelles i va afirmar: «No hauria de funcionar, però ho fa, gràcies a la intel·ligència de la interpretació i la fortalesa i concentració del guió i la direcció». En una crítica a Inside Higher Ed, Scott McLemee va descriure la pel·lícula com «un retrat matisat i sorprenentment precís del revolucionari de jove», tot assenyalant la seva fidelitat al registre històric. Així mateix, a New Statesman, Suzanne Moore va descriure la pel·lícula com a «brillant, valenta i totalment absorbent» i «en molts sentits un biopic convencional, elevat per les seves interpretacions i per la seva insistència que les idees importen». AO Scott, del The New York Times, va considerar que era «intel·lectualment seriosa i atractiva i de bon humor».

## Premis i nominacions
| Any                                 | Premi                                                | Categoria         | Nominació         | Resultat   | Ref.   |
| ----------------------------------- | ---------------------------------------------------- | ----------------- | ----------------- | ---------- | ------ |
| 2017                                | Festival Internacional de Cinema de Ficció històrica | Millor pel·lícula | El jove Karl Marx | Guanyadora | [ 11 ] |
| Millor guió                         | El jove Karl Marx                                    | Guanyadora        | [ 11 ]            |            |        |
| Festival de Cinema de Traverse City | Gran Premi Fundadors                                 | El jove Karl Marx | Guanyadora        | [ 12 ]     |        |